# Шарланджиев, Любомир
Любоми́р Ива́нов Шарла́нджиев (болг. Любомир Иванов Шарланджиев; 18 апреля 1931, Горна Джумая, ныне Благоевград, Болгария — 22 июля 1979, София, Болгария) — болгарский актёр и режиссёр театра и кино.

## Биография
В 1956 году окончил Высший институт театрального искусства (мастерская Желчо Мандаджиева). Стажировался в Москве во ВГИКе (мастерская Михаила Ромма). В 1956—1957 годах работал режиссёром в театре Габрово, а 1958—1959 годах — в Русе. С 1961 года состоял в штате киностудии художественных фильмов в Софии. Дебютировал в кинорежиссуре в 1962 году («Хроника чувств»). Член БКП с 1959 года.
Был женат на актрисе Невене Кокановой.

## Избранная фильмография

### Режиссёр
- 1962 — Хроника чувств / Хроника на чувствата
- 1964 — Цепь / Веригата
- 1966 — Карамболь / Карамбол
- 1967 — Запах миндаля / С дъх на бадеми
- 1968 — Прокурор / Прокурорът (по Георги Джагарову)
- 1969 — 1971 — На каждом километре / На всеки километър (сериал, с Неделчо Черневым[болг.])
- 1973 — Самый лучший человек, которого я знаю / Най-добрият човек, когото познавам
- 1976 — Воспоминание о двойняшке / Спомен за близначката (в советском прокате «Помню всегда»)
- 1980 — Три смертных греха / Трите смъртни гряха (закончен Невеной Кокановой)

### Сценарист
- 1980 — Три смертных греха / Трите смъртни гряха

### Актёр
- 1956 — Это случилось на улице / Това се случи на улицата — Лазо
- 1956 — Пункт первый повестки дня / Точка първа
- 1957 — Годы любви / Години за любов — Чавдар
- 1968 — Гибель Александра Великого / Гибелта на Александър Велики

## Награды
- 1964 — приз «Золотая роза» Фестиваля Болгарских фильмов в Варне («Цепь»)
- 1971 — Димитровская премия («На каждом километре»)
- 1973 — Специальный приз Фестиваля Болгарских фильмов в Варне («Самый лучший человек, которого я знаю»)
- 1975 — Заслуженный артист НРБ